# Истису (Хачмазский район)
Истису (азерб. İstisu) — посёлок городского типа в Хачмазском районе Азербайджана. Расположен в 9 км от железнодорожной станции Худат (на линии Сумгаит — Махачкала).

## История
Предыдущее название посёлка — Мухтадир — дано в 1938 году в честь лезгинского революционера Мухтадира Айдинбекова. Ранее посёлок также назывался Худат-база и Ермоловка[уточнить]. 
В 2018 году переименован в Истису.
Статус посёлка городского типа с 1949 года.

## Экономика
По данным БСЭ, в Мухтадире размещались рыбозавод и овоще-животноводческий совхоз, которые прекратили работу в 1990-х годах после распада СССР. 
В настоящее время на территории посёлка располагаются частные небольшие отели для туристов. В посёлке много домов, используемых как дачи. Так же несколько ресторанов.

## Население
По данным на 1979 год в селе проживали лезгины — 44,7 %, азербайджанцы — 35,3 %, русские — 17,2 % и другие.
| 1959 | 1970 | 1979 | 1989 | 2011 |
| ---- | ---- | ---- | ---- | ---- |
| 2971 | 2610 | 3142 | 2354 | 2100 |

## Инфраструктура
В 1938 году в посёлке было построено здание школы.
Здание пришло в негодность.
В сентябре 2024 года введено в эксплуатацию новое здание школы. Здание трёхэтажное. Состоит из двух корпусов. Рассчитано на 320 ученических мест.
В школе действуют физическая и химическая лаборатории, кабинет биологии, компьютерный кабинет, кабинет медицины, актовый и спортивный залы, открытая спортивная площадка.

## Образование
В общеобразовательной школе на 2024/25 год обучаются более 300 учеников.